# Folinia signae
Folinia signae is een slakkensoort uit de familie van de Zebinidae. De wetenschappelijke naam van de soort is voor het eerst geldig gepubliceerd in 1915 door Bartsch.